# Badoo

Logo

Badoo ist eine international angebotene Online-Community.

## Allgemeines
Das Portal wurde von dem russischen Unternehmer Andrey Andreev entwickelt und existiert seit 2006. Der Sitz des Unternehmens ist im Londoner Stadtteil Soho. Im April 2011 erreichte Badoo 114 Millionen registrierte Nutzer. Neben der Web-Version der Community bietet Badoo auch eigene Smartphone-Applikationen für das iPhone, Windows Phone und Android-Geräte an. Die iPhone-App war zeitweise (2013) die am häufigsten verwendete Flirt-App für das iPhone, während die Android-Nutzer zwei andere Applikationen vor der Badoo-App bevorzugten. Knapp ein Jahr später wurde es mit einem Markenwert von 3,7 Milliarden US-Dollar laut einer Studie der HWZ Hochschule für Wirtschaft Zürich und der Markenberatung BV4 Brand Value Rating Agency auf Platz sechs der wertvollsten Social-Media-Marken der Welt eingestuft. Die Seite finanziert sich über ein Freemiummodell, das heißt Basisfunktionen der Kontaktaufnahme sind kostenlos, optimierte Suchfunktionen sind kostenpflichtig.
Badoo wird in den Vereinigten Arabischen Emiraten und im Iran blockiert.

## Kritik
Im Fall der Schweizerin Jacqueline Lüthi wurden für ein fremdes Profil deren Fotos ohne Einwilligung verwendet. Badoo reagierte nicht auf Lüthis Aufforderungen, die Bilderverwendung zu unterbinden; erst eine Einmischung der Konsumentenschutz-Sendung Kassensturz des Schweizer Fernsehens brachte Erfolg.
In einer Studie der Universität Cambridge aus dem Jahr 2009, die den Datenschutz von 45 sozialen Netzwerke miteinander verglich, wurde Badoo am schlechtesten bewertet.
Benutzern werden Spezialfunktionen angeboten, wenn diese die Zugangsdaten zu ihren Mailaccounts und anderen Socialmedia-Plattformen an Badoo zur Verfügung stellen, um Nachrichten an ihre Kontakte zu senden. Die spamartig versendeten Nachrichten können von den Empfängern nur dann gelesen werden, wenn diese Badoo ebenfalls beitreten.